# ジョン・カビラ
ジョン・カビラ（1958年11月1日 - ）は、沖縄県那覇市出身 のフリーキャスター、タレント、司会者、ラジオパーソナリティ、ナレーター。ソニー・ミュージックアーティスツ所属。本名は川平 慈温（かびら じおん）。

## 来歴
日本人で琉球放送アナウンサーの父親・川平朝清とアメリカ人の母親・ワンダリー（Wandalee、旧姓Weaver、1929年3月10日 - 2018年1月11日、アメリカ合衆国カンザス州ハーベイ郡出身、アメリカンスクール・イン・ジャパン（ASIJ）の教師を務めていた）との間に生まれる 。3人兄弟の長男であり、元日本マクドナルドマーケティング本部長の川平謙慈は長弟、俳優・タレントの川平慈英は次弟。また、クリスチャンであり、東京バプテスト教会の会員である。
1972年5月15日の沖縄本土復帰を機に家族と共に東京に転居。世田谷区内の尾山台中学に通った。高校は、母親が勤務していたASIJに進学。同級生にデイヴ・フロムがいる。慈英と一緒に読売クラブ（現・東京ヴェルディ）のユースチームに所属し、サッカーをしていた。ASIJ卒業後は、国際基督教大学に進学。カリフォルニア大学バークレー校に1年間留学（母校の公式サイト内の記述によれば交換留学ではなくICUを一旦退学して留学したと言う）。大学卒業後、CBSソニー（現ソニー・ミュージックエンタテインメント）に入社、4-5年目頃にはTBSラジオ主催のイングリッシュDJコンテストに出場し優勝。さらに社命によりFM横浜でDJデビュー、1988年東京のラジオ局J-WAVEに開局と同時にナビゲーター（DJ）として出演した後に同社を退社。以降、J-WAVEの平日朝の帯番組『TOKIO TODAY』を10年以上担当する。また、1999年4月～2000年3月の海外研修期間と2006年10月～2008年3月の充電期間を除き、同局で番組を担当し続けている。
2001年と2002年にNHKで単発放送され、2003年よりレギュラー化されたNHK総合テレビの番組「英語でしゃべらナイト」でナレーションを務めたほか、フジテレビ等でサッカー番組に出演するなど、2000年代に入ってからはテレビでの活動も目立つ。
2004年7月に公開されたアニメ映画「劇場版ポケットモンスター アドバンスジェネレーション 裂空の訪問者 デオキシス」では、ポケモンバトルの実況アナウンサー、グルーの役として声優にも初挑戦した。
2006年10月からは充電期間に入り、それまでのレギュラー番組は降板して、2008年4月まで1年半にわたり家族と共にオーストラリアへ移住したとされているが、実際は充電期間中にも幾つかの仕事を担当した。2006年10月21日には、オーチャードホールにて、第19回東京国際映画祭オープニング作品『父親たちの星条旗』の舞台挨拶に髭を剃った姿で登場し、司会を務めた。2007年2月12日には第49回グラミー賞、2月26日には第79回アカデミー賞のWOWOWでの生中継番組の司会進行役を務めた。2007年10月5日未明に放送されたFOOTBALL CXに、メインキャスターとして生出演。地上波では約1年ぶりの登場となった。
充電期間が終了した2008年4月より、新番組・〜JK RADIO〜TOKYO UNITEDで毎週金曜日朝担当のナビゲーターとしてJ-WAVEに復帰。また、NHK「英語でしゃべらナイト」についても1年半ぶりに復帰した。
同じく2008年4月より、テレビ東京にて放映が開始された「きかんしゃトーマス」の第9シリーズより森本レオに次ぐ2代目ナレーターを務める。以後、NHK・Eテレに放送が移行後も引き続きナレーションを務め、同作品の劇場映画版や特別番組等においてもナレーションを務めた。
2011年4月10日から、『サキどり↑』（NHK総合テレビジョン）で司会を担当した。
2020年、声帯炎や喉のポリープ手術のため休養。6月12日、パーソナリティーを務める『〜JK RADIO〜TOKYO UNITED』（J-WAVE）に約1か月半ぶりに復帰。
2025年7月21日、長年eFootball（ウイニングイレブン）シリーズの実況を務めたことを評価され、「サッカービデオゲームコメンテーターの最多出演数（55タイトル）」としてギネス世界記録に認定された。

## 人物
- 未熟児で出生。但し、出生時の体重については1260g説（WOWOWの番組連動サイト「フットボールPLUS PLAY BACK」2002年11月2日掲載分より）と1580g説（2005年9月21日の「J-WAVE GOOD MORNING TOKYO」終了直前のクリス智子とのクロストークでのカビラ本人の発言）がある。なお予定日は12月20日だった。生後すぐに重い黄疸にかかって命が危ぶまれていたが、アメリカ人医師ドクターウルフによって一命を取り留めた[8]。
- 小学1年生の1学期だけ、沖縄のインターナショナルスクールに在籍[9]。小学5年生の時にカンザス州ヘストン近郊の伯父宅の農場にホームステイ。現地の小学校に1年間留学。帰国した時には日本語を忘れてしまったらしく、兄弟に心配されたという（「J-WAVE GOOD MORNING TOKYO」内での発言）。
- J-WAVEでは、開局以来看板ナビゲーターとして位置づけられており、同じ境遇であるクリス・ペプラーとともに「ミスターJ-WAVE」と呼ばれることもある[10]。レギュラー番組では、平日朝の番組を長年担当しており、映画『グッドモーニング, ベトナム』の、ロビン・ウィリアムズ演じるエイドリアン・クロンナウア空軍上等兵のラジオでの挨拶「Goooooood morning Vietnaaaaam!!」に影響を受け、第一声に「Goooooood morning Tokiooooo!!」と長く叫ぶフレーズが名物になっている。また、レギュラー番組以外では、1988年9月30日の深夜1時過ぎのサービス放送終了の告知のアナウンスを担当したほか、深夜試験放送時のアナウンスも担当。近年では、2012年4月23日、J-WAVEの電波が東京スカイツリーからの発信に切り替えられる際、最初の音声発信を担当した。挨拶も恒例の「Goooooood morning Tokiooooo!!」で、放送開始前から「（第一声は）定番通りです」と予め決めていた[11]。
- ラジオ番組上の特徴であるハイテンション気味の点が着目されがちだが、丁寧な日本語を心がけた冷静かつ穏やかな語り口、特にインタビュアーとしての受け答えが評価されており、ラジオ番組で実際に放送されたインタビュー内容が、中学2年生用の国語の教科書（「言葉の仕事」。教育出版発行。2006年度以降使用分）の題材として採用された。2005年には第42回ギャラクシー賞DJパーソナリティ賞を受賞[12]。
- 実弟の慈英と同じくサッカーフリークである。フジテレビのサッカー番組のメインキャスターとしてワールドカップ日韓大会やFIFAコンフェデレーションズカップ、Jリーグヤマザキナビスコカップの中継や、セリエAダイジェスト・フットボールCX、「すぽると!」（月曜日および土曜日「すぽると! WEEKEND SPECIAL」）を担当していた。また、コナミから発売されているサッカーゲーム「ウイニングイレブンシリーズ」では実況として登場している。極めて声が大きく、サッカー中継のキャスターとして喋る時はマイクの声が割れることも頻繁にある。W杯やコンフェデ杯などでアーセン・ヴェンゲルと共演するときは、自分が日本語で喋った内容を自ら英語に訳す。
- 慈英のテレビ東京『ASAYAN』ナレーションにおける決まり文句「（いいんですか？）いいんです！」は、ジョンと都並敏史のやり取りの中で使っていたのを借用したものである。他にも「くー！」「○○なんです！」もジョンのフレーズを借用したもので、主に博多華丸によるこれらのモノマネが反響を呼び、慈英のオリジナルフレーズと誤解する者も増えた。なお、博多華丸はジョンや慈英両名とテレビ番組での共演も果たしている。
- 趣味は、サッカー・料理・旅行・インテリアチェック。
- 父の朝清、伯父の川平朝申は伊江御殿支流向氏伊江殿内の家系であり末裔に当たる。
- 平井一夫とはアメリカンスクール・イン・ジャパン時代からの友人。年齢はカビラが2つ上だが、音楽という共通の趣味で自然と一緒に行動していた。大学も新卒ではじめて入社した会社（CBSソニー（現ソニー・ミュージックエンタテインメント））も同じである[13]。

## 出演

### ラジオ
- J-WAVE
  - 〜JK RADIO〜TOKYO UNITED（2008年4月4日 - ）
  - ONE AND ONLY（2014年4月1日 - 2016年3月31日）
  - J-WAVE GOOD MORNING TOKYO（2002年4月 - 2006年9月）
  - NISSAN VIEW TO VISION～NISSAN ON THE GO（2001年 - 2003年）
  - PAZZ&JOPS（1988年 - 1997年）
  - TOKIO TODAY～TOKIO ONE（1988年 - 2002年）
- FM横浜（現：FM Yokohama）
  - URBAN CONTEMPORARY WAVE FROM mandom（詳細不明、CBSソニー勤務時代に出演）
- ZIP-FM
  - MEETING THE EUROPIAN

### テレビ

#### NHK
※特記以外は総合テレビ
- ゆうれい、貸します〜お染・恋の七変化〜（ナレーション、2003年6月 - 7月）
- 英語でしゃべらナイト（ナレーション）-（2006年10月から1年半は「旅に出る」と称して降板）
- はんさむウーマン（1991年 - 1992年）
- NHKスペシャル「ビューティー☆ウォーズ」（ナレーション、2007年9月24日）
- TOKYO ニュースREMIX（2009年10月 - 12月2日）
- ファミリーヒストリー（ゲスト、2010年9月13日）
- 洋楽倶楽部80's（ゲスト、2010年8月11日、9月30日、12月23日）
- 課外授業ようこそ先輩「“体話”してみよう〜清水宏保〜」（ナレーション、2011年1月23日）
- きかんしゃトーマス（ナレーション、第9期 - 第21期）Eテレ[14]
- サキどり↑（ナビゲーター。2011年4月10日 - 2017年3月26日）
- メイド・イン・ジャパン 逆襲のシナリオ（2012年10月27日、10月28日）
- 美女と男子（ナレーション、2015年4月14日 - 8月25日）
- 4時も!シブ5時（MC、2017年4月3日 - 2018年3月9日）
- NHK学校放送（ナレーション、2018年4月7日 - ）Eテレ
- 連続テレビ小説 ちむどんどん（ナレーション、2022年4月11日 - 9月30日）[1][15][16]
  - 9月15日放送回では父の朝清、娘の羽夏とともに本人役でカメオ出演[17]。
- 未来の私にブッかまされる!?（2024年10月7日 - 、） - 竹取の翁 役[18]
- The Wakey Show（ナレーション、2025年3月31日 - ）Eテレ

#### TBS
- 夜のワイド魂（2003年4月 - 9月、三雲孝江と共演）
- 里見八犬伝（2006年1月、ナレーション）
- 社会科ナゾ解明TVひみつのアラシちゃん!（ナレーション）
- 輝く!日本レコード大賞（第55回 - 、ナレーション）※TBSラジオと同時放送
- この差って何ですか?（ナレーション）

#### フジテレビ
- すぽると! （月曜日総合司会、2005年4月  -  2006年9月）
- すぽると! WEEKEND SPECIAL （メインキャスター、2004年10月  -  2006年9月）
- FOOTBALL CX/サッカー小僧（メインキャスター/ナレーション）
- アナザーヒーロー（ナレーション）
- さんまの天国と地獄（司会・実況）
- THE MANZAI（ナビゲーター）

#### テレビ東京
- きかんしゃトーマス（ナレーション、第9期 - 第13期）
- たまごっち!トゥーン（ナレーション）
- YAMAHA ON and OFF（ナレーション）

#### 朝日放送
- 住めば地球（1989年4月 - 1991年3月）

#### BS-TBS
- 世界一周 魅惑の鉄道紀行 (コンシェルジュ、2016年9月5日 - ) - 不定期

#### BSフジ
- Pioneer presents 「Speak in Music」（ナビゲーター、2007年10月20日  -  2009年9月27日）

#### WOWOW
- ジョン・カビラのフットボールPLUS!（中西哲生、池田真由美と共演）
- 独占生中継!グラミー賞授賞式（司会、2007年 - ）
- 独占生中継!アカデミー賞授賞式（司会、2007年 - ）
- QUEST（クエスト）探求者たち（ナレーション、2008年10月  - ）
- WOW FES! 2010 生中継（2010年10月23日、24日）
- ザ・プライムショー（番組ホスト、2011年10月3日 - 2013年9月27日）

#### 独立UHF局
- 生特番！洋楽天国（2006年1月、tvk・首都圏ネット4）

### CM
テレビCMに関しては、本人は｢僕はラジオの人間だからCMなんか出ない｣と公言しており、事実「TOKIO TODAY」の10年間はテレビCMにはナレーション以外は出演していなかった。
- 富士通「FMV」（木村拓哉、川平慈英と共演）
- リクルート『週刊住宅情報STYLE』（後半は自らをイメージしたイラストで出演）
- 日本航空『エグゼクティブクラス Seasons』キャンペーン
- 麒麟麦酒『キリンチューハイ 氷結』ナレーション（2005年 - ）
- アクサダイレクト自動車・バイク保険（2006年10月 - ）
- 楽天（2014年12月）
- 霧島酒造（2019年4月）

### 映画
- 「劇場版ポケットモンスター アドバンスジェネレーション 裂空の訪問者 デオキシス」（アニメ映画、2004年7月公開、ポケモンバトルの実況アナウンサー、グルー役）
- 「ガイア シンフォニー 第4章」英語版（海外配給用）
- 「シュレックシリーズ」
  - 「シュレック2」（2004年7月 公開、日本語版吹き替え、ドリス役）
  - 「シュレック3」（2007年6月 公開、日本語版吹き替え、ドリス役）
  - 「シュレック フォーエバー」（2010年12月 公開、日本語版吹き替え、ドリス役）
- 「GOAL!」（2006年　日本語版。実況アナウンサー）
- 「プライド」 （2009年1月 公開、麻見総一郎役）
- 「きかんしゃトーマス」シリーズ
  - 「きかんしゃトーマス みんなあつまれ!しゅっぱつしんこう」（OVA、ナレーション※2008年11月発売、2014年9月劇場公開）
  - 「トーマスをすくえ!! ミステリーマウンテン」（2009年4月 公開、ナレーション）
  - 「きかんしゃトーマス 伝説の英雄」（2010年4月公開、ナレーション）
  - 「トーマスをすくえ!! ミステリーマウンテン」（2009年4月公開、ナレーション）
  - 「きかんしゃトーマス　伝説の英雄」（2010年4月公開、ナレーション）
  - 「きかんしゃトーマス ミスティアイランド レスキュー大作戦!!」（2011年4月公開、ナレーション）
  - 「きかんしゃトーマス ディーゼル10の逆襲」（2012年4月公開、ナレーション）
  - 「きかんしゃトーマス ブルーマウンテンの謎」（2013年4月公開、ナレーション）
  - 「きかんしゃトーマス キング・オブ・ザ・レイルウェイ トーマスと失われた王冠」（2014年4月公開、ナレーション）
  - 「きかんしゃトーマス 勇者とソドー島の怪物」（2015年4月公開、ナレーション）
  - 「きかんしゃトーマス トーマスのはじめて物語〜The Adventure Begins〜」（OVA、ナレーション※2015年12月発売）
  - 「きかんしゃトーマス 探せ!!謎の海賊船と失われた宝物」（2016年4月公開、ナレーション）
  - 「きかんしゃトーマス 走れ!世界のなかまたち」（2017年4月公開、ナレーション）
  - 「きかんしゃトーマス とびだせ!友情の大冒険」（2018年4月公開、ナレーション）

### ゲーム
- ウイニングイレブンシリーズ（実況アナウンサー）
- eFootballシリーズ（実況アナウンサー）
- ハイパーフォーメーションサッカー（スーパーバイザー、音声）
- 白熱プロ野球 ガンバリーグシリーズ（審判などの音声）

### WEB
- キリンビール大学「サッカー部：マネージャー」
- オーストラリア政府観光局×カンタス航空 ジョンカビラの世界遺産レポート（2009年1月）

### イベント
- Jリーグアウォーズ司会（2002年-2010年、2013年）
- 東京国際映画祭オープニングイベント司会（2006年-）
- 東京フィルハーモニー交響楽団ナビゲーター（2009年）
- エミレーツ航空成田国際空港就航記念レセプション司会（2010年2月18日）
- 第18回キンダーフィルムフェスティバル（2010年8月10日）
- AKB48 19thシングル選抜じゃんけん大会 総合司会（2010年9月21日）
- 日産自動車 スカイライン（13代）発表会 司会（2013年11月11日）
- クランチロール・アニメアワード授賞式 司会（2023 - 、メインMC[19]）